# Szpital Dziecięcy Bersohnów i Baumanów w Warszawie

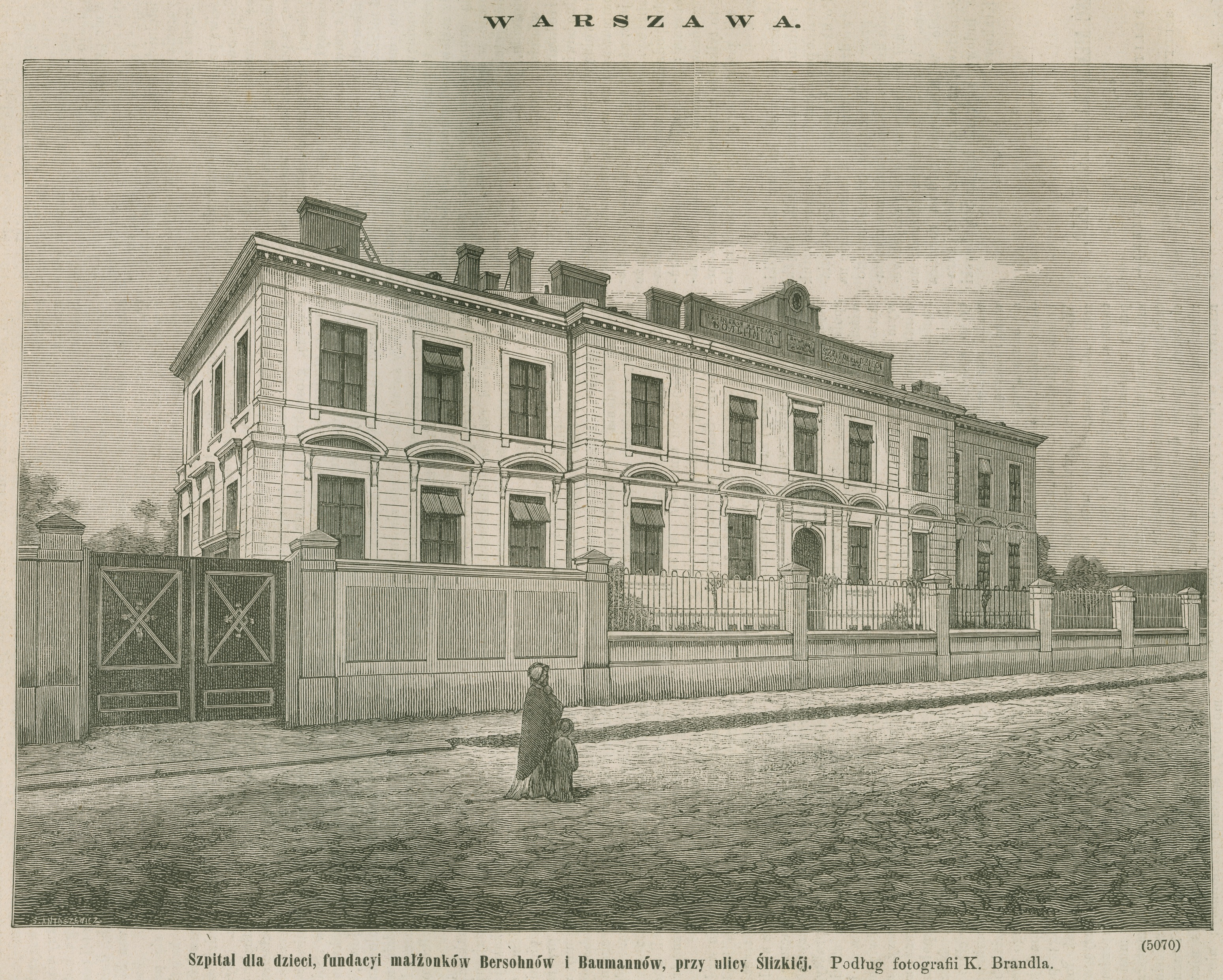
Budynek główny szpitala w 1878 roku, widok od strony ul. Śliskiej

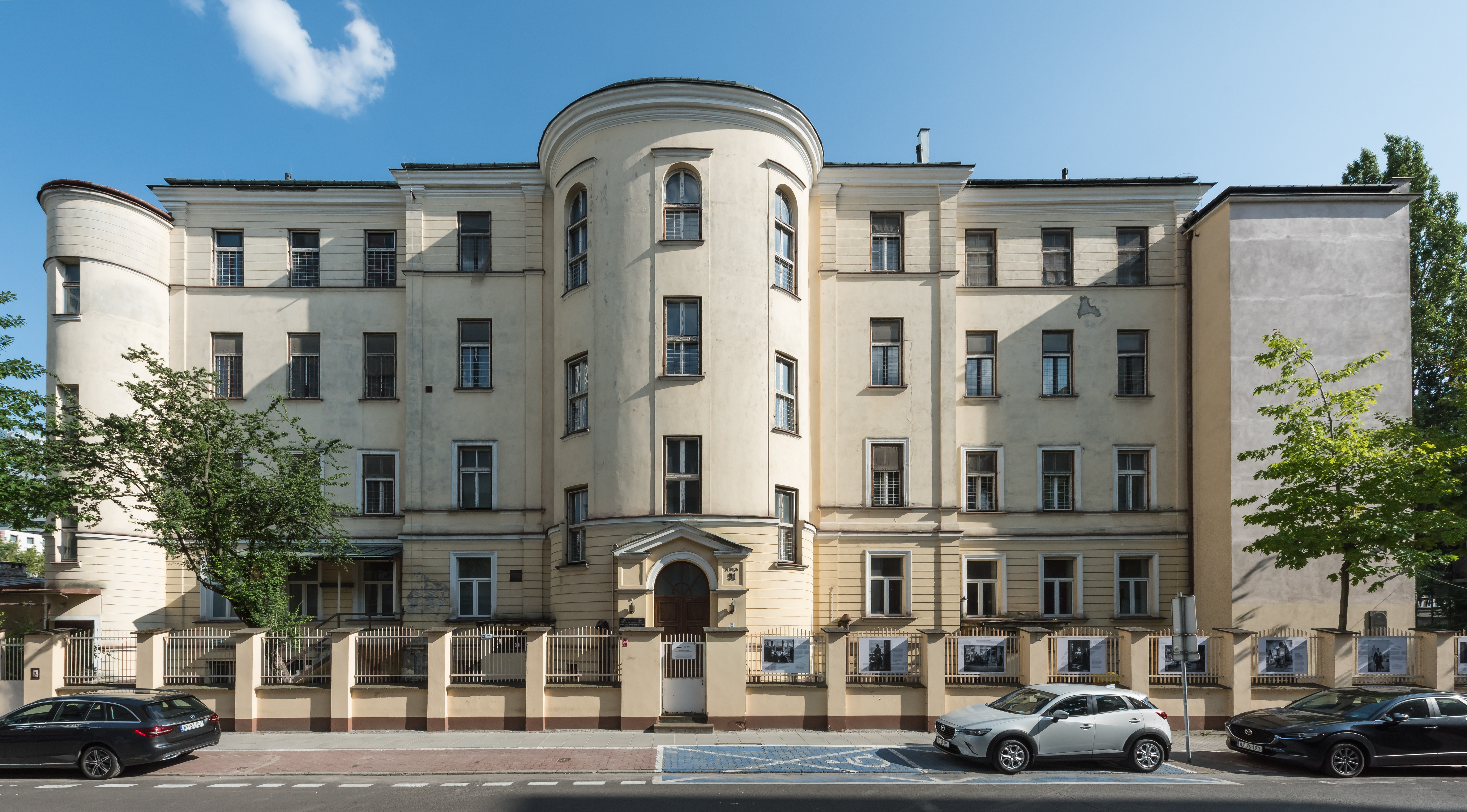
Budynek główny szpitala (2023)

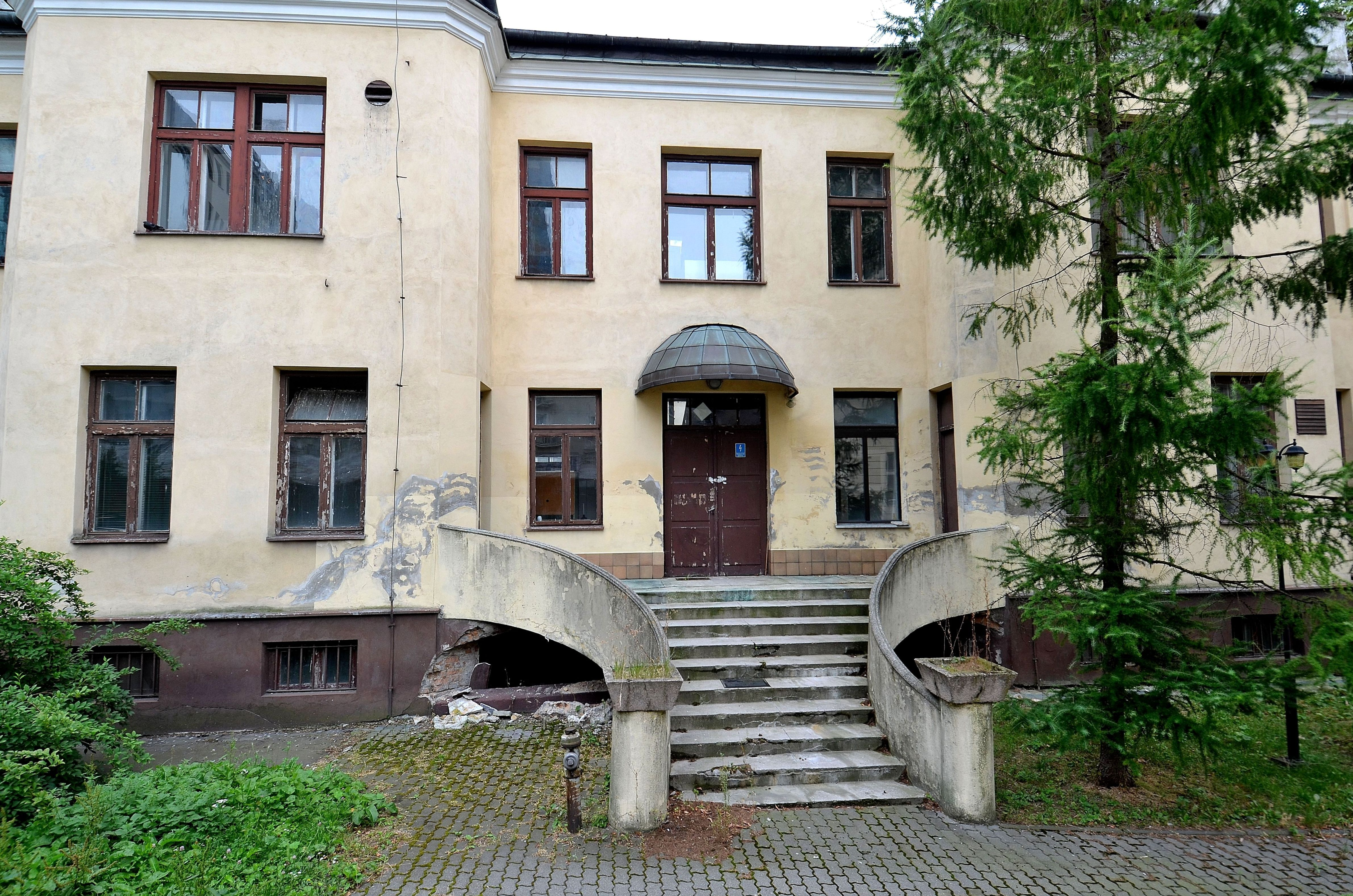
Budynek laboratoryjny (okulistyczny) od strony północnej (2013)

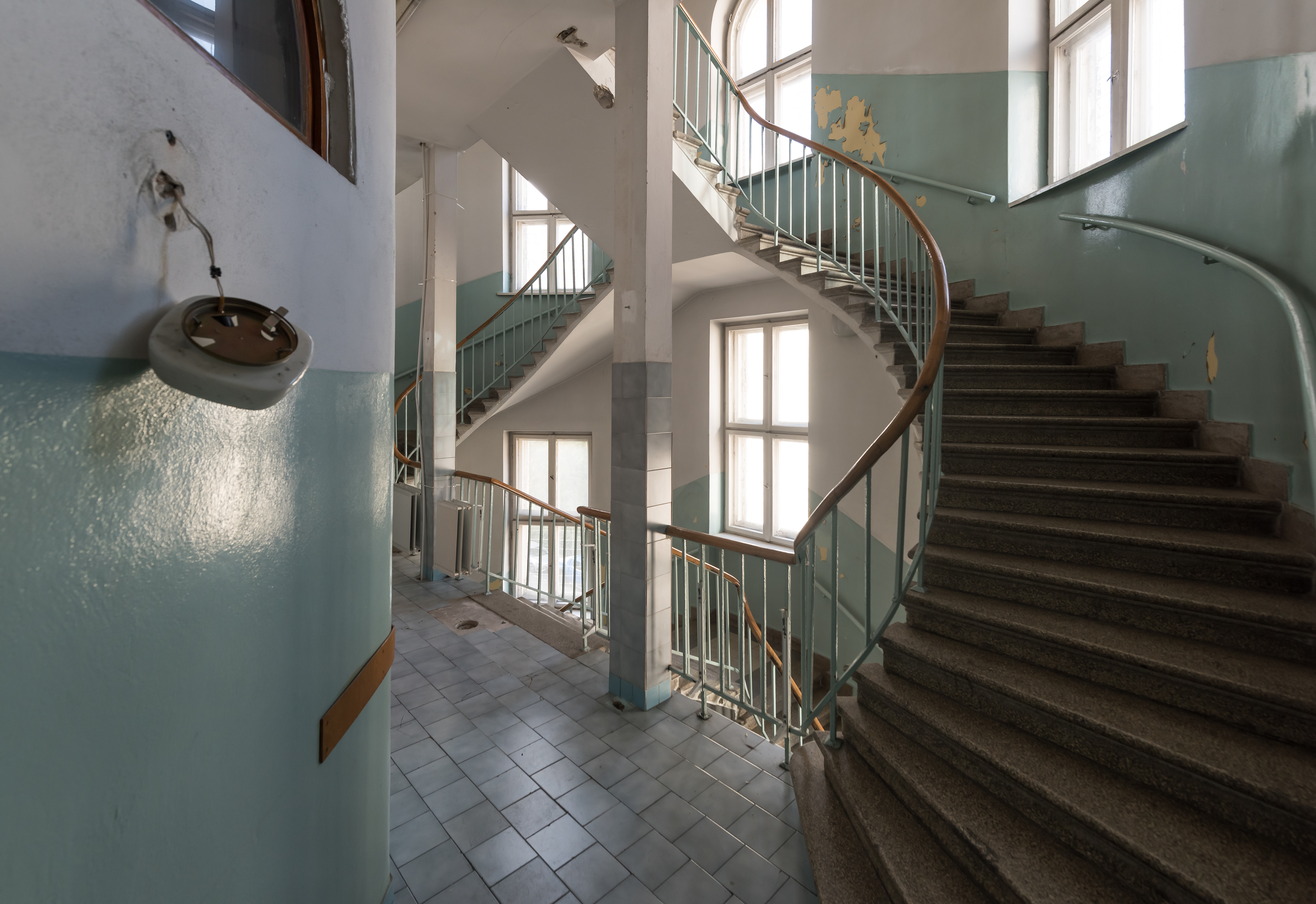
Klatka schodowa w budynku głównym (2023)

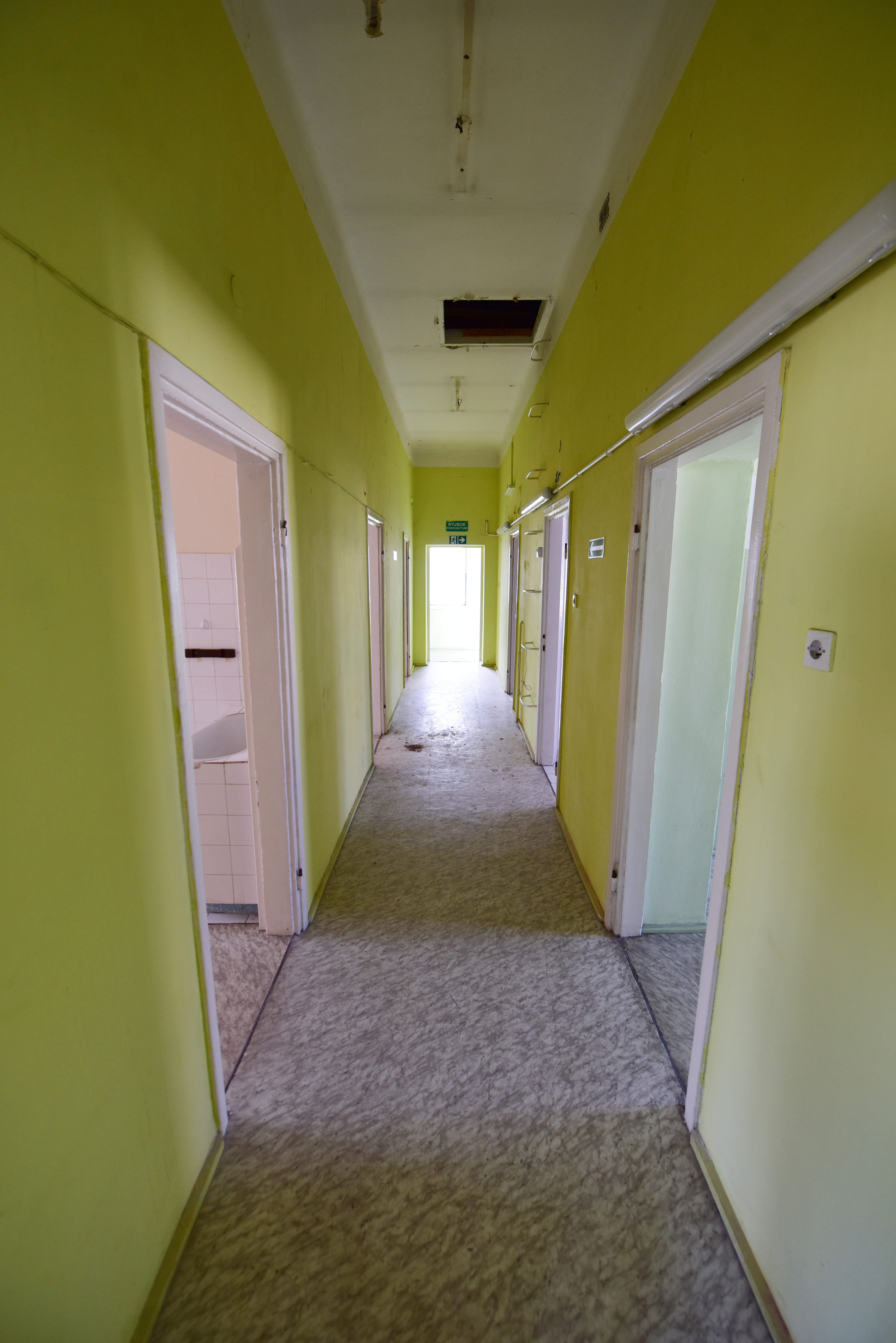
Jeden z korytarzy w budynku głównym (2023)

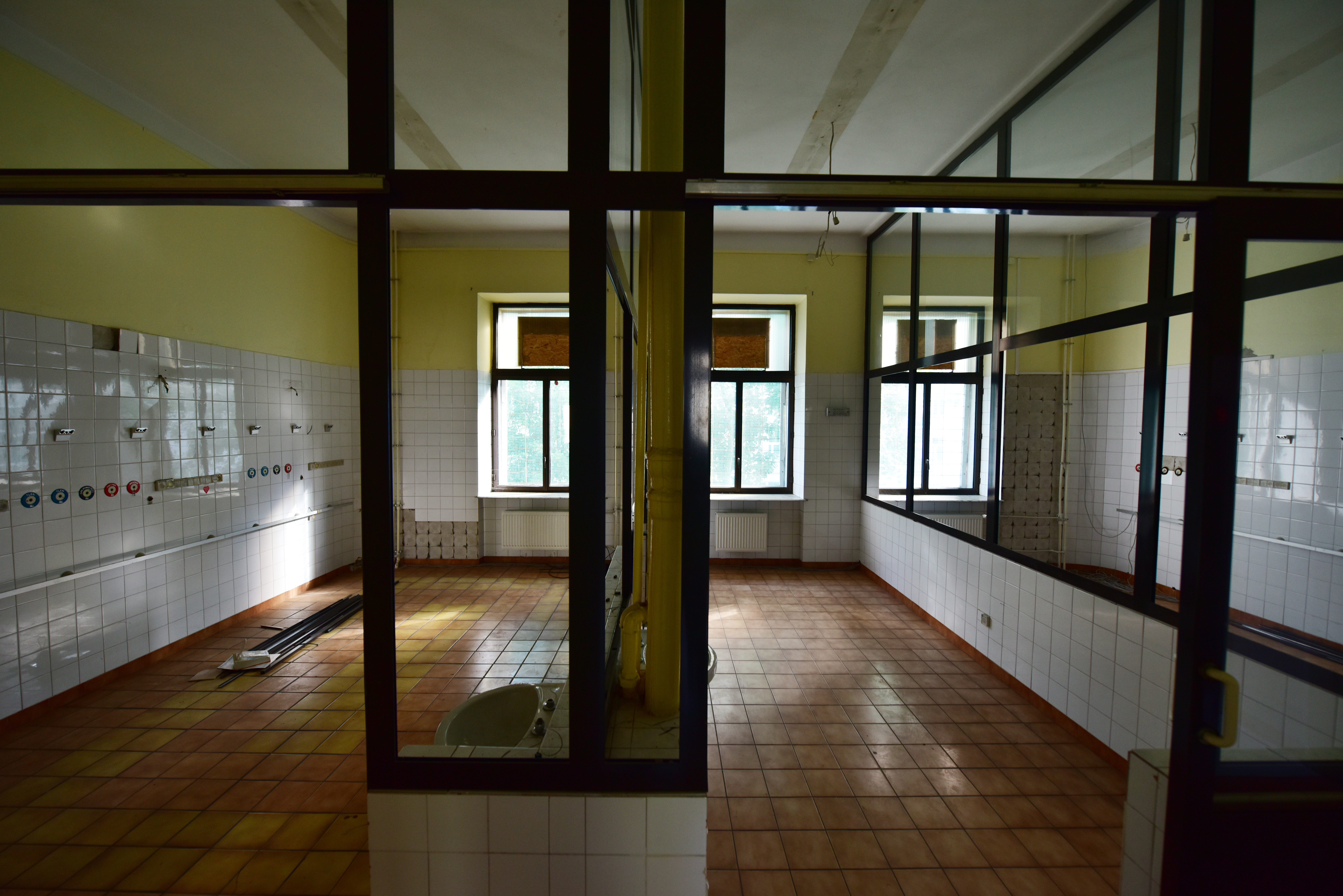
Jedno z pomieszczeń w budynku głównym (2023)

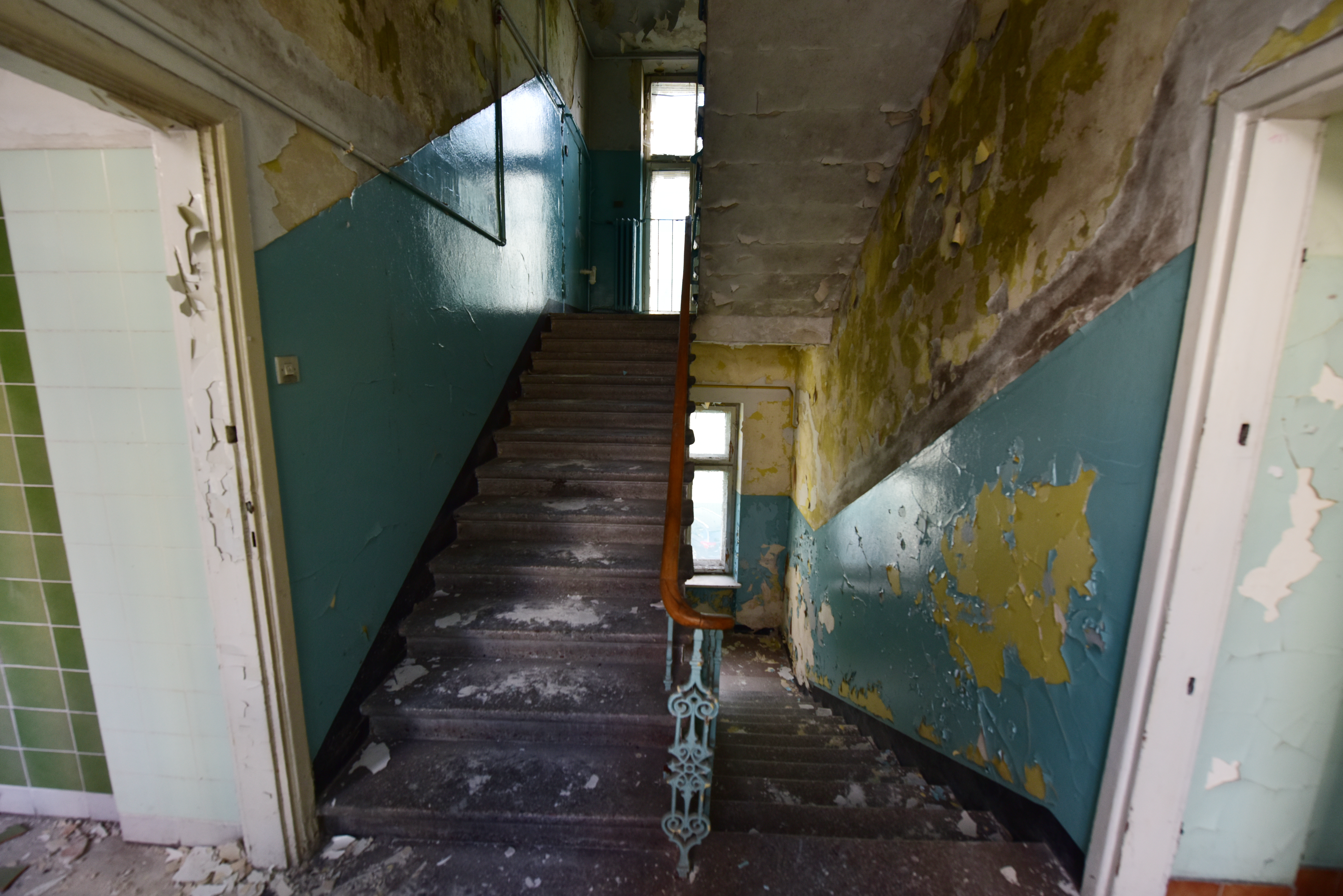
Klatka schodowa w budynku laboratoryjnym (2023)

Szpital Dziecięcy Bersohnów i Baumanów – żydowska placówka medyczna, funkcjonująca w latach 1878–1942 przy ul. Śliskiej 51/ul. Siennej 60 w Warszawie. Kompleks szpitala ma być siedzibą Muzeum Getta Warszawskiego.

## Historia
Projekt budowy szpitala dla chorych dzieci żydowskich powstał na początku lat 70. XIX wieku. W 1873 roku dwie rodziny: Majer i Chaja Bersohn oraz ich córka Paulina Bauman wraz z mężem Salomonem zakupiły teren pod budowę szpitala. Dzięki ich środkom finansowym w latach 1876−1878 powstał kompleks szpitalny, zaprojektowany przez Artura Goebla. Powstał na działce pomiędzy dwiema równoległymi ulicami, Śliską i Sienną, stąd jego podwójny adres: ul. Śliska 51/ul. Sienna 60. 
Wzdłuż ulicy Śliskiej powstał główny, pierwotnie jednopiętrowy, budynek szpitala oraz mały pawilon z mieszkaniami lekarza naczelnego i dozorcy. Szpital miał oddziały: wewnętrzny, zakaźny i chirurgiczny. Sale chorych, z oknami wychodzącymi na ogród, znajdowały się na piętrze. Do sali dla dzieci chorych zakaźnie (dla wszystkich rodzajów chorób zakaźnych) prowadziły oddzielne schody. Na parterze znajdowała się kancelaria, sala posiedzeń lekarzy, mieszkanie intendenta, ambulatorium oraz sale: operacyjna i pooperacyjna. W ogrodzie zbudowano pralnię, a od ulicy Siennej − kostnicę. 
Początkowo placówka była przeznaczona dla 27 dzieci. Leczenie było bezpłatne. Pierwszym lekarzem naczelnym szpitala został Ludwik Chwat.
W latach 1905–1912 w szpitalu pracował jako pediatra Janusz Korczak. Jako tzw. lekarz miejscowy zajmował służbowe mieszkanie w pawilonie na terenie placówki, w zamian za co musiał być do dyspozycji chorych w każdej chwili.
Podczas I wojny światowej dramatycznie zmieniła się sytuacja finansowa szpitala, ze względu na to, że zapisy testamentowe i założycielskie uległy dewaluacji. W 1923 placówka została zamknięta. Sytuacja uległa zmianie po licznych interwencjach lekarki Anny Braude-Hellerowej, dzięki której zabudowania szpitalne od Zarządu Fundacji Bersohnów i Baumanów przejęło w 1930 roku Towarzystwo Przyjaciół Dzieci. Wkrótce podjęto starania o rozbudowę kompleksu szpitalnego, które sfinansowała warszawska gmina żydowska oraz Joint. Po rozbudowie szpital liczył 150 łóżek.
W dniu wybuchu wojny szpital dysponował ok. 250 łóżkami szpitalnymi. Budynki nie ucierpiały podczas obrony Warszawy. W listopadzie 1940 szpital znalazł się w granicach getta warszawskiego. Władze niemieckie mianowały komisarzem szpitala Wacława Skoniecznego z Inowrocławia.
W sytuacji przepełnienia szpitala wywołanego ogromnym wzrostem zachorowań dzieci na tyfus plamisty, w październiku 1941 dzięki staraniom Anny Braude-Hellerowej uruchomiono jego filię przy ulicy Żelaznej 86/88 róg ulicy Leszno 80/82. Nowo zorganizowany szpital mógł przyjąć 400 chorych.
Od lutego 1942 pracownicy szpitala brali udział w badaniach naukowych nad chorobą głodową w warszawskim getcie. Badania były prowadzone w tajemnicy przed Niemcami. Sekcje zwłok zmarłych z głodu pacjentów przeprowadzano w szopie na cmentarzu żydowskim przy ulicy Okopowej, w której oczekiwały one na pochówek w zbiorowych grobach. Część maszynopisów z wynikami badań zostało przekazanych na stronę „aryjską”. Zostały one opublikowane w 1946 w książce pod redakcją Emila Apfelbauma Choroba głodowa. Badania kliniczne nad głodem wykonane w getcie warszawskim w roku 1942.
W wyniku zmniejszenia obszaru getta 10 sierpnia 1942 (likwidacja tzw. małego getta podczas wielkiej akcji deportacyjnej) ewakuowano macierzysty szpital wraz z pacjentami z ulicy Siennej. 13 sierpnia szpital przeniesiono do znajdujących się w obrębie Umschlagplatzu budynków dawnych szkół powszechnych przy ulicy Stawki 6/8. Lekarze i pielęgniarki zamieszkali w kamienicy przy ul. Pawiej 22. Personel szpitala mógł wchodzić na teren Umschlagplatzu zwartą kolumną, po drobiazgowej kontroli.
Na Umschlagplatzu Szpital Bersohnów i Baumanów połączył się z drugim żydowskim szpitalem funkcjonującym w getcie warszawskim − Szpitalem na Czystem. 11 września 1942 chorych i większość personelu (ok. 1000 osób) wywieziono do obozu zagłady w Treblince. Adina Blady-Szwajger podała grupie dzieci morfinę, aby mogły umrzeć na miejscu, unikając cierpień wysiedlenia.
Jeszcze w czasie wojny, na początku 1943, w opuszczonych zabudowaniach szpitala ulokowano Klinikę Dziecięcą z ulicy Litewskiej. Działała ona tam do powstania warszawskiego. Podczas powstania w budynku mieścił się szpital powstańczy.
Po zakończeniu wojny, w latach 1946–1950 (według innego źródła 1947−1950) w zabudowaniach szpitalnych mieściła się siedziba i mieszkania pracowników Centralnego Komitetu Żydów Polskich. W 1953 w budynku otwarto Szpital Zakaźny nr 3, od 1962 działający pod nazwą Szpital im. Dzieci Warszawy. W pierwszych latach leczono w nim głównie dzieci chore na błonicę, biegunki, koklusz i chorobę Heinego-Medina. W 1958, w czasie epidemii choroby Heinego-Medina, placówkę przeznaczono wyłącznie dla chorych na tę chorobę. Szpital osiągnął znaczące sukcesy w jej diagnostyce i leczeniu. 
W latach 1989–1992 kompleks szpitala poddano przebudowie i modernizacji. Po modernizacji miał on 150 łóżek. Leczono w nim m.in. zakażenia przewodu pokarmowego i wirusowego zapalenia wątroby. W 2000 placówka została połączona ze Szpitalem Dziecięcym w Dziekanowie Leśnym, dokąd stopniowo przenoszono wszystkie oddziały. W 2016 właściciel nieruchomości, samorząd województwa mazowieckiego, wystawił opróżnioną nieruchomość na sprzedaż.
W 2017 budynek główny i budynek laboratoryjny (okulistyczny) szpitala zostały wpisane do rejestru zabytków. 
W październiku 2018 samorząd wydzierżawił kompleks Szpitala Dziecięcego Bersohnów i Baumanów na 30 lat z przeznaczeniem na  Muzeum Getta Warszawskiego. Ekspozycja główna ma znaleźć się w czterokondygnacyjnym budynku głównym szpitala, a do budynku dawnego oddziału okulistycznego ma wprowadzić się jego dział edukacji.

## Upamiętnienie
- W 2001 na ścianie głównego budynku szpitala (od strony ulicy Śliskiej) odsłonięto tablicę upamiętniającą dyrektorkę Annę Braude-Hellerową[20].

## Pracownicy (m.in.)
- Anna Braude-Hellerowa
- Adina Blady-Szwajger
- Ludwik Chwat
- Marek Edelman
- Teodozja Goliborska-Gołąb
- Hanna Hirszfeldowa
- Janusz Korczak
- Julian Kramsztyk
- Henryk Kroszczor
- Henryk Makower
- Anna Margolis